# Roman de Mélusine
Le Roman de Mélusine, dans sa forme longue Le Roman de Mélusine ou l'Histoire des Lusignan, est un livre en prose rédigé par Jean d'Arras racontant l'histoire de Mélusine, composé entre 1392 et 1394, à la demande du duc Jean de Berry et de sa sœur Marie de France, duchesse de Bar.

## L'histoire
Le Roman de Mélusine ou Mélusine ou la noble histoire des Lusignan est à la fois :
- un récit merveilleux, basé sur un thème folklorique (les amours de la fée serpente et d'un mortel, qui finit par transgresser le tabou qu'elle lui avait imposé).

Jean d'Arras par cette mise en écrit fait émerger d'un fonds populaire et oral, aux origines difficiles à repérer, une histoire qui va marquer profondément la littérature, médiévale et moderne, savante et populaire ;
- un roman chevaleresque écrit pour l’éducation des princes où de beaux exemples de conduite chevaleresque tiennent une grande place ;
- le roman généalogique de la famille des Lusignan, dotée d'ancêtres mythiques et fabuleux, mêlés étroitement à des personnages prestigieux ayant existé et qui se sont illustrés dans la croisade en Terre sainte[3].

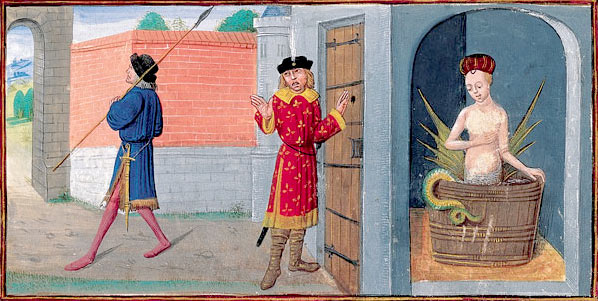
Mélusine en son bain, épiée par son époux Raimondin (illustration du Roman de Mélusine par Jean d'Arras).

Les amours de Raimondin et de Mélusine occupent une place fondamentale, mais relativement réduite dans ce roman, dont l'essentiel est consacré aux aventures et aux conquêtes des enfants du couple : le récit de la conquête de Chypre par deux d'entre eux tend à affirmer la légitimité des Lusignan historiques comme rois bien réels de cette île. Cet aspect s’inscrit aussi dans l’histoire politique de la fin du XIVe siècle.
Alors que la branche aînée des Lusignan est éteinte en France depuis 1308, Jean de Berry, commanditaire de l'œuvre, reprend à son profit la légende pour se poser en seigneur légitime du Poitou : il est comte de Poitou depuis 1356, mais la bataille de Poitiers et le traité de Brétigny en 1360 (en attribuant l’Aquitaine, donc le Poitou, à l’Angleterre) l’ont privé de son apanage. 
Ce n’est qu’à partir de 1372, alors que son frère Charles V a prononcé la confiscation de l’Aquitaine en 1368, qu’avec Bertrand Du Guesclin, il peut entreprendre la conquête du Poitou contre le Prince Noir : longue et difficile campagne, où Lusignan est conquis en 1374. En 1392, lors des conférences d’Amiens, le Poitou est toujours revendiqué par l’Angleterre.
La composition du roman à cette date est l’une des façons d’affirmer la légitimité de Jean de Berry sur le comté, en se revendiquant héritier des Lusignan.

## Éditions
Une bibliographie est consacrée à Jean d'Arras, avec la liste des manuscrits de l'œuvre, des éditions anciennes, des traductions et des études sur le site Arlima (Archives de littérature du Moyen Âge).

### Éditions anciennes

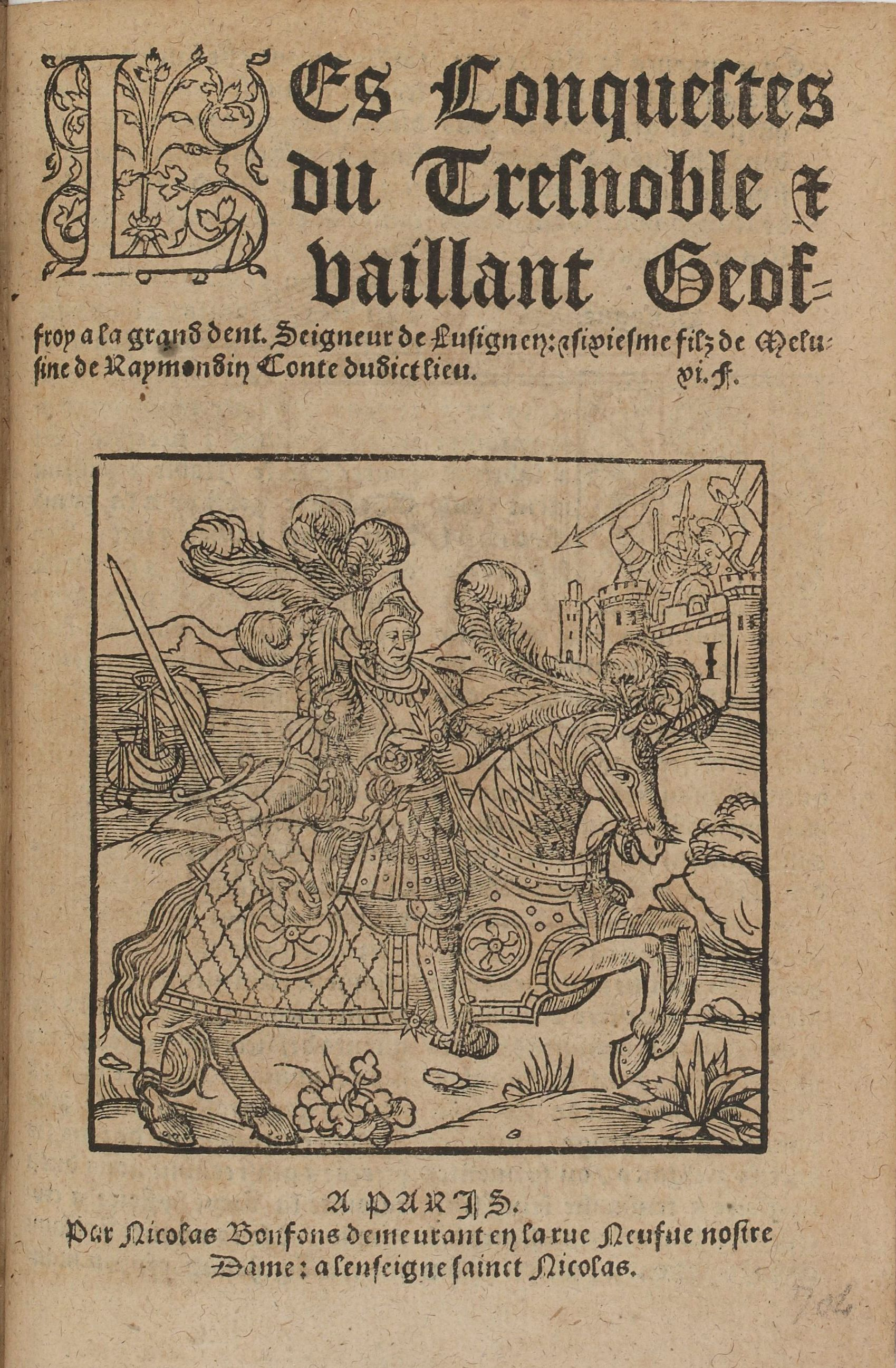
Page-titre d'une édition parisienne de Nicolas Bonfons de la fin du XVIe siècle du Roman de Geoffroy à la Grand Dent, issu du remaniement de l'oeuvre de Jean d'Arras par Michel ou Philippe Le Noir.

Le roman de Jean d’Arras est imprimé en août 1478 à Genève par Adam Steinschaber : c’est le premier livre illustré imprimé en français, avec le Miroir de rédemption de l’humain lignage. Il connaît un grand succès dès sa parution et est constamment réédité : cinq éditions incunables, proches pour le texte comme pour la mise en page de l’édition genevoise, mais moins luxueuses ; une édition à Paris en 1503. 
En 1517, le roman est scindé en deux : alors que Jean d'Arras entrelace les aventures de Raimondin et de Mélusine avec celles de leurs fils, de Geoffroy à la Grand Dent en particulier, l'imprimeur parisien Michel Le Noir en titre deux nouveaux romans : Mélusine et Geoffroy à la grand dent. L'œuvre de Jean d'Arras sera publiée désormais sous cette forme : deux récits distincts dont le lien de parenté, progressivement, aura tendance à s'effacer.
On a répertorié quinze éditions de Mélusine de 1517 à 1600 et neuf de Geoffroy à la grand dent.
À partir du XVIIe siècle, ces romans passent dans le répertoire « populaire » de la Bibliothèque bleue, et leur succès ne s’y dément pas jusqu’à la fin du XIXe siècle.

### Traductions

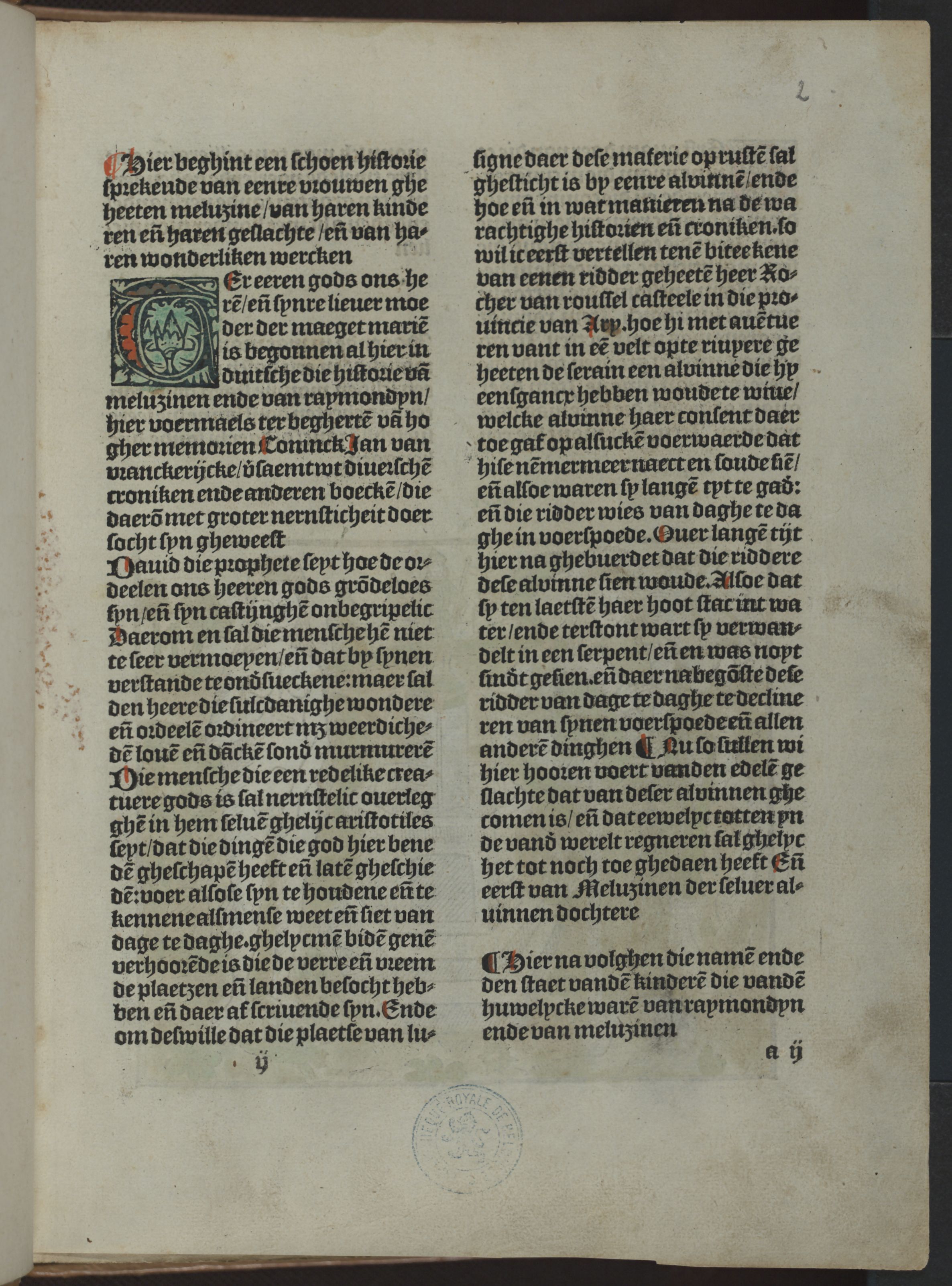
Caractères typographiques utilisés pour l'incunable de 1491.

Une version traduite en néerlandais et intitulée Die wonderlike vreemde ende schone historie van Melusijnen ende van haren geslachten (qui se traduit littéralement par La Miraculeuse, Bizarre et Belle Histoire de Mélusine et de sa lignée) a été imprimée le 9 février 1491 par Gherhaert Leeu à Anvers. Pour la création de cet incunable, l'imprimeur a utilisé une nouvelle police d'écriture, appelée « drie-typen-in-één » et créée par Henric Van Symmen alias « de Lettersteker ».
Afin de rentabiliser le coût engendré par cet investissement dans un nouveau matériel d'impression, l'imprimeur a fait paraître un « prospectus » dans lequel il vante les qualités de son impression, à savoir une nouvelle traduction et l'utilisation de 46 gravures sur bois colorées et créées spécialement pour l'occasion, et non réutilisées comme il était coutume de le faire. Le bas du prospectus comporte une zone où le libraire pouvait inscrire son nom et l'adresse de sa boutique afin de faire la promotion de cette nouvelle édition. Le seul exemplaire conservé de ce prospectus se trouve au Deutsches Buch- und Schriftmuseum (de) à Leipzig.
Avant d’arriver dans les collections patrimoniales, l’exemplaire conservé à la Bibliothèque royale de Belgique a appartenu au bibliophile Constant-Philippe Serrure (1802-1872).

### Éditions modernes
- La Légende de Mélusine. Selon le roman commencé le mercredi devant la Saint-Clément d'Hiver, l'an 1387, achevé sept ans après par Jean d'Arras présentement renouvelé par Jean Marchand, Paris, Boivin et Cie éditeurs, 1927[10].
- Mélusine, roman du XIVe siècle publié pour la première fois d'après le manuscrit de la Bibliothèque de l'Arsenal avec les variantes de la Bibliothèque nationale, Dijon, éd. Louis Stouff, Bernigaud et Privat, 1932.
- Le Roman de Mélusine ou l'histoire de Lusignan, préface de Jacques Le Goff, traduction en français moderne et postface de Michèle Perret, Paris, Stock, 1979[11].
- Mélusine ou la noble histoire de Lusignan, roman du XIVe siècle. Nouvelle édition critique d'après le manuscrit de la bibliothèque de l'Arsenal avec les variantes de tous les manuscrits, traduction en français moderne, présentation et notes par Jean-Jacques Vincensini, Paris, Librairie générale française, 2003[12].

#### Ouvrages
- (nl) Petit Louis D., Bibliographie der Middelnederlandsche taal- en letterkunde, Leyde, Brill, 1888, p. 222.
- Louis Stouff, Essai sur Mélusine, roman du XIVe siècle, par Jean d'Arras, Paris, Picard, 1930.
- Laurence Harf-Lancner, Les Fées au Moyen Âge. Morgane et Mélusine. La naissance des fées, Paris, Champion, 1984 (Nouvelle bibliothèque du Moyen Âge, 8).

#### Articles
- Laurence Harf-Lancner, « L'Histoire de Mélusine et l'Histoire de Geoffroi à la grand dent: les éditions du roman de Jean d'Arras au XVIe siècle », dans Bibliothèque d'Humanisme et Renaissance n° 50, 1988, p. 349-366.
- (en) Lydia Zeldenrust, « Serpent or Half-Serpent? Bernhard Richel’s Melusine and the Making of a Western European Icon », Neophilologus, vol. 100/1,‎ 2016, p. 19-41 (DOI doi:10.1007/s11061-015-9458-0, lire en ligne).

#### Site
- Laurent Brun et al., « Jean d'Arras », sur Arlima (Archives de littérature du Moyen Âge). Bibliographie consacrée à Jean d'Arras, avec liste des manuscrits de l'œuvre, éditions anciennes, traductions et études.

#### Sur les éditions de bibliophilie
- Marcus de Schepper, Les Seigneurs du livre. Les grands collectionneurs du XIXe siècle à la Bibliothèque royale de Belgique, Bruxelles, Bibliothèque de Bruxelles, 2008, 217 p. (ISBN 2-87093-164-6)